# Estação Espacial Tiangong
A Estação Espacial Tiangong (chinês simplificado: 天宫, pinyin: Tiāngōng, lit. ‘Palácio Celestial’), (TSS) ou Grande estação modular chinesa é uma estação espacial em órbita terrestre baixa entre 340-450 km acima da superfície da Terra. A Estação Espacial Tiangong, uma vez completa, será cerca de um quinto da massa da Estação Espacial Internacional e aproximadamente a massa da estação espacial Mir. É esperado que a Tiangong tenha uma massa entre 80 e 100t. As operações serão controladas a partir do Centro de Controle de Missão de Pequim. O módulo central, Tianhe, foi lançado no dia 29 de abril de 2021.
A construção da estação é a terceira fase do programa Tiangong. É construído em cima da experiência anterior, da Tiangong 1 e Tiangong 2. Os líderes chineses esperam que a pesquisa realizada na estação aperfeiçoe a habilidade da realização de experimentos científicos no espaço, além da duração oferecida pelos laboratórios espaciais chineses.

## Módulos
Quando completa, a estação será capaz de ter até 25 cabines laboratoriais.
| Módulo         | Data de lançamento | Veículo de lançamento | País  | Massa (kg) | Visão isolada |
| -------------- | --- | --------------------- | ----- | ---------- | ------------- |
| Tianhe (CCM)   | 29 de abril de 2021 | Longa Marcha 5B       | China | 22 600     |               |
| Tianhe (CCM)   | Módulo central representando o centro de comando, área dos taikonautas e tem 50m3. |                       |       |            |               |
| Wentian (LCM)  | 24 de julho de 2022 | Longa Marcha 5B       | China | 20 000     |               |
| Wentian (LCM)  | Primeiro módulo laboratorial da Tiangong. Possui a área de trabalho, uma cabine de despressurização e uma cabine de recursos. Foca em pesquisas relacionadas com as ciências da vida. |                       |       |            |               |
| Mengtian (LCM) | 31 de outubro de 2022 | Longa Marcha 7        | China | ~20 000    |               |
| Mengtian (LCM) | Segundo módulo laboratorial da Tiangong. Possui uma cabine para tripulação, um módulo despressurizado para carga, uma cabine de recursos e uma cabine de carga. Focará em experimentos com micro-gravidade. Também realizará experimentos com combustão, transferência de calor, física de fluidos, uma cabine de átomos ultra-fria, e um relógio hipersensível que ganha ou perde um segundo a cada 30 bilhões de anos. |                       |       |            |               |

## Atualmente ancorado
Key
| Missão      | Localização  | Chegada (UTC)      | Partida (planejada) |
| ----------- | ------------ | ------------------ | ------------------- |
| Tianzhou 6  | Tianhe aft   | 10 de maio de 2023 |                     |
| Shenzhou 16 | Tianhe nadir | 30 de maio de 2023 | novembro de 2023    |

- Um Longa Marcha 2F com uma Shenzhou sempre ficará em prontidão em Jiuquan para a eventualidade de uma missão de resgate.[17]

## Observando a estação
A Estação Espacial Chinesa, assim como a Estação Espacial Internacional é constantemente observada por pesquisadores e astrofotógrafos amadores, utilizando grandes telescópios para capturar os detalhes contidos nestes grandes laboratórios espaciais, por exemplo, suas enormes placas solares que fornecem energia. A estação é facilmente detectada com a ajuda de alguns aplicativos existentes, como o aplicativo Heavens Above. Seu brilho é muito parecido com uma estrela que se move rapidamente no céu. Sua magnitude pode variar dependendo da altitude, quanto mais próximo do zênite melhor será a visibilidade.

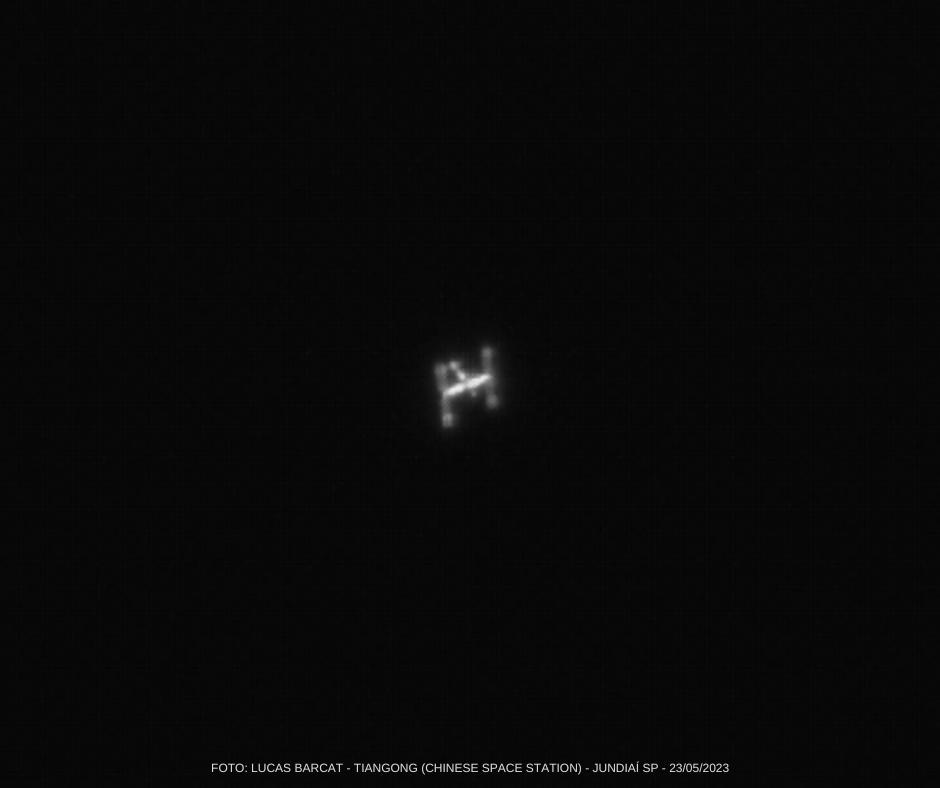
Estação Espacial Chinesa capturada no Brasil, na cidade de Jundiaí - São Paulo utilizando um telescópio de 203mm de abertura e uma câmera planetária.